# Elio Germano
Elio Germano (Roma, 25 settembre 1980) è un attore e regista teatrale italiano.
Nel corso della sua carriera ha ottenuto sei David di Donatello, cinque come miglior attore protagonista per Mio fratello è figlio unico, La nostra vita, Il giovane favoloso, Volevo nascondermi e Berlinguer - La grande ambizione, uno come miglior attore non protagonista per Palazzina Laf. Per La nostra vita ha vinto anche il Nastro d'argento al migliore attore protagonista ed il Prix d'interprétation masculine al Festival di Cannes 2010. Per l'interpretazione del pittore Antonio Ligabue nel film Volevo nascondermi ha ricevuto anche l'Orso d'argento per il miglior attore al Festival di Berlino 2020.

## Biografia

### Inizi
Elio Germano nasce a Roma nel 1980 da una famiglia originaria di Duronia (in provincia di Campobasso).
Nel 1988 partecipa al gruppo di bambini che canta in uno spot pubblicitario della nota azienda alimentare Bauli.
Esordisce nel cinema all'età di dodici anni come protagonista del film Ci hai rotto papà (doppiato da Simone Crisari).
Durante il liceo scientifico (G.B. Morgagni di Roma) frequenta per un anno un corso teatrale presso la scuola di recitazione Teatro Azione, diretta da Isabella Del Bianco e Cristiano Censi. Nel 1995 recita in uno spot tv del Kinder Bueno, mentre due anni più tardi fonda i Bestierare, un gruppo di musica rap. Nel 1999 preferisce abbandonare Giancarlo Cobelli in una tournée teatrale per partecipare al film Il cielo in una stanza di Carlo Vanzina, e da quel momento inizia la sua carriera di attore cinematografico.
Conclusa l'esperienza con Vanzina, lavora con registi quali Ettore Scola (Concorrenza sleale), Emanuele Crialese (Respiro), Gianluca Maria Tavarelli (Liberi), Libero De Rienzo (Sangue - La morte non esiste), Giovanni Veronesi (Che ne sarà di noi), Michele Placido (Romanzo criminale), Gabriele Salvatores (Quo vadis, baby?, Come Dio comanda), Paolo Virzì (N - Io e Napoleone, Tutta la vita davanti), Daniele Vicari (Il passato è una terra straniera) e Gianni Zanasi (Troppa grazia). Al cinema affianca partecipazioni a fiction televisive quali Padre Pio, Un medico in famiglia 2, Via Zanardi, 33, Ferrari e Paolo Borsellino.

### La notorietà
La notorietà arriva nel 2007, a seguito dello scandalo provocato da una scena di nudo integrale e in erezione nel film di Paolo Franchi (Nessuna qualità agli eroi). Sempre nel 2007, si aggiudica il primo David di Donatello come miglior attore protagonista con il film di Daniele Luchetti Mio fratello è figlio unico (2007). Nello stesso anno, riceve anche il Globo d'oro della Stampa Estera al miglior attore rivelazione e il Premio Guglielmo Biraghi ai Nastri d'argento. Nel 2008, con la regia di Francesco Patierno, veste i panni del popolare conduttore e autore radiofonico Marco Baldini, in Il mattino ha l'oro in bocca, film basato sull'autobiografia dello stesso speaker Il giocatore (ogni scommessa è un debito). Durante un'intervista rilasciata allo stesso Marco Baldini, a Radio Kiss Kiss, Elio Germano ha dichiarato: "Ho cominciato ad amare la radio con Il mattino ha l'oro in bocca".

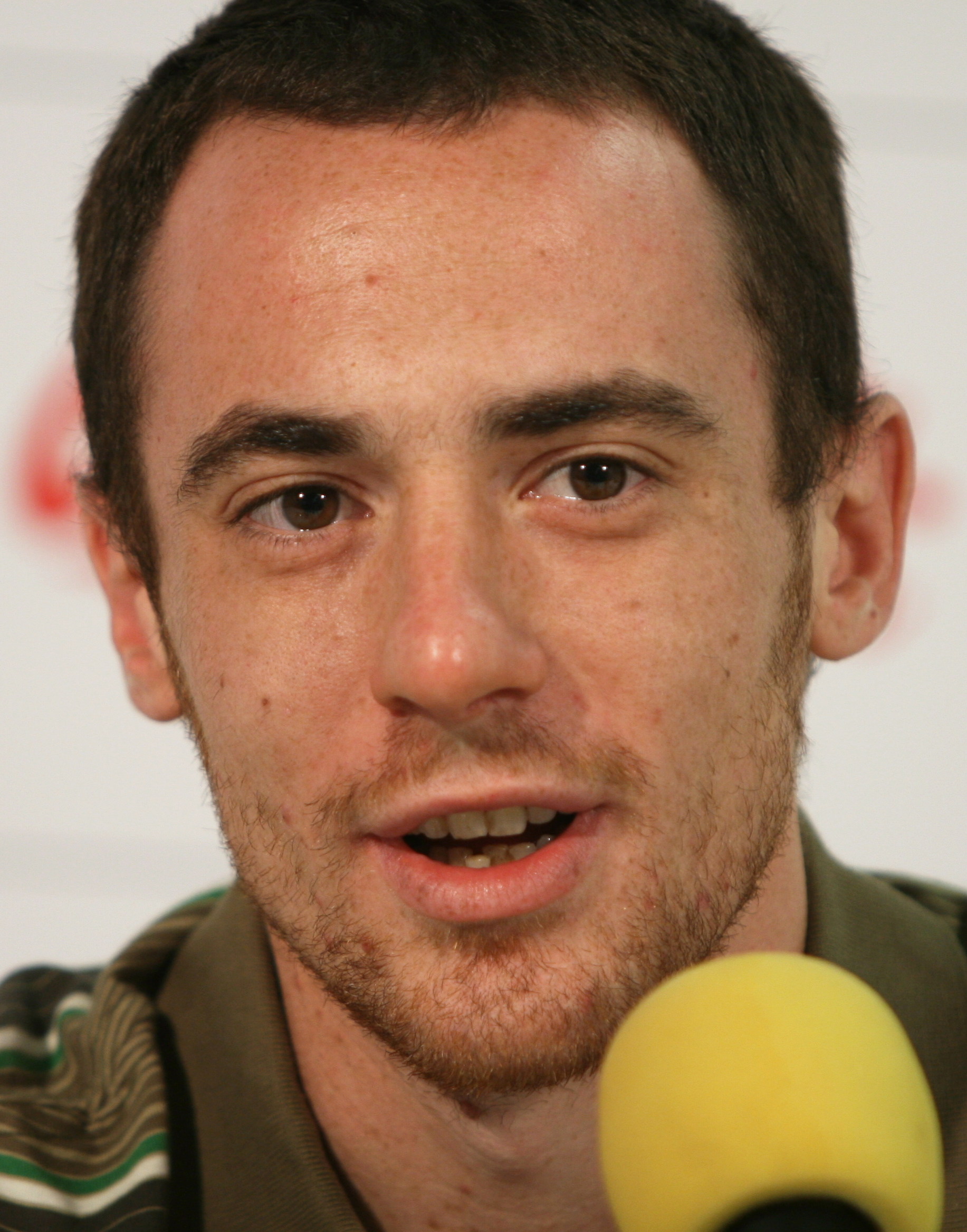
Germano nel 2008.

Nel 2010 Germano è protagonista della pellicola La nostra vita, diretta da Daniele Luchetti, unico film italiano in concorso al 63º Festival di Cannes, per il quale viene insignito del premio per la miglior interpretazione maschile ex aequo con Javier Bardem. Prima dell'attore romano, l'ultimo italiano ad essersi aggiudicato tale riconoscimento fu Marcello Mastroianni con Oci ciornie nel 1987. Per il film di Luchetti, Germano ottiene anche il David di Donatello per il miglior attore protagonista, e il Nastro d'argento al migliore attore protagonista ex aequo con Christian De Sica.
Alla fine del 2010 interpreta il ruolo di Folco Terzani, figlio del giornalista Tiziano Terzani, nel film biografico La fine è il mio inizio, diretto da Jo Baier e tratto dall'omonimo libro. Nel 2011 è protagonista del film Magnifica presenza, diretto da Ferzan Özpetek, per il quale viene candidato al David di Donatello e al Nastro d'argento per il miglior attore protagonista, e vince il Globo d'oro al miglior attore. Nel 2013 è protagonista del film L'ultima ruota del carro, di Giovanni Veronesi, per il quale viene candidato al Nastro d'argento come miglior attore protagonista. Il film viene scelto come pellicola d'apertura dell'ottava edizione del Festival Internazionale del Film di Roma.

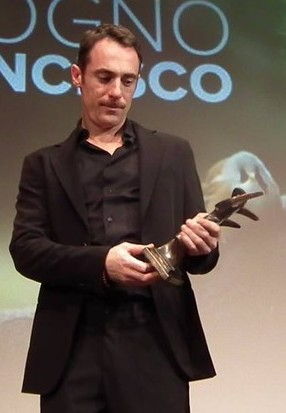
Germano al Terni Film Festival con il premio alla carriera.

Nel 2014 è protagonista del film Il giovane favoloso diretto da Mario Martone, dove interpreta Giacomo Leopardi, per il quale ottiene il terzo David di Donatello per il miglior attore protagonista, il Premio Pasinetti al miglior attore alla 71ª Mostra internazionale d'arte cinematografica di Venezia, e il Nastro d'argento al personaggio dell'anno. Fa parte del comitato scientifico della Scuola d'arte cinematografica Gian Maria Volonté, una scuola pubblica e gratuita, istituita dalla Provincia di Roma nel 2011, che rappresenta un polo formativo per le professioni del cinema.
Nel 2020, Germano è protagonista del film Volevo nascondermi, nel ruolo del pittore e scultore italiano Antonio Ligabue. Per la sua interpretazione Germano ha vinto l'Orso d'argento per il miglior attore al Festival di Berlino 2020.
Per questo film vincerà poi il David di Donatello 2021 come miglior attore protagonista. Il 10 Dicembre 2023 è stato insignito del Premio Vincenzo Crocitti International (Vince Award). Nello stesso anno recita in Palazzina Laf di Michele Riondino, per il quale vince il David di Donatello per il miglior attore non protagonista. Nel 2024 recita con Federica Rosellini nel ruolo di co-protagonista  nel film Confidenza di Daniele Luchetti, progetto presentato in concorso all'IFFR - International Film Festival Rotterdam. A ottobre 2024 esce nelle sale il film "Berlinguer - La grande ambizione", di Andrea Segre, in cui interpreta il segretario del PCI, per il quale vince il premio come miglior attore alla Festa del Cinema di Roma 2024.

## Carriera musicale
Germano fa parte del gruppo rap Bestierare, formatosi a Roma verso la fine degli anni '90 composto da tre voci e un DJ: Siamo Para (voce), Elio (voce), Plug (voce e beat maker) e Dj Amaro (Turntablist) ai giradischi. Ha all'attivo quattro album: Come un animale, Precario, Per uscire premi icsilon e Tutto sommato.

## Filmografia

### Cinema
- Ci hai rotto papà, regia di Castellano e Pipolo (1993)
- Il cielo in una stanza, regia di Carlo Vanzina (1999)
- Concorrenza sleale, regia di Ettore Scola (2001)
- Ultimo stadio, regia di Ivano De Matteo (2002)
- Respiro, regia di Emanuele Crialese (2002)
- Ora o mai più, regia di Lucio Pellegrini (2003)
- Liberi, regia di Gianluca Maria Tavarelli (2003)
- Che ne sarà di noi, regia di Giovanni Veronesi (2004)
- Chiamami Salomè, regia di Claudio Sestieri (2005)
- Quo vadis, baby?, regia di Gabriele Salvatores (2005)
- Sangue - La morte non esiste, regia di Libero De Rienzo (2005)
- Mary, regia di Abel Ferrara (2005)
- Romanzo criminale, regia di Michele Placido (2005)
- Melissa P., regia di Luca Guadagnino (2005)
- Padiglione 22, regia di Livio Bordone (2006)
- N - Io e Napoleone, regia di Paolo Virzì (2006)
- Mio fratello è figlio unico, regia di Daniele Luchetti (2007)
- Nessuna qualità agli eroi, regia di Paolo Franchi (2007)
- Il mattino ha l'oro in bocca, regia di Francesco Patierno (2008)
- Tutta la vita davanti, regia di Paolo Virzì (2008)
- Il passato è una terra straniera, regia di Daniele Vicari (2008)
- Come Dio comanda, regia di Gabriele Salvatores (2008)
- La bella gente, regia di Ivano De Matteo (2009)
- Nine, regia di Rob Marshall (2009)
- La nostra vita, regia di Daniele Luchetti (2010)
- La fine è il mio inizio, regia di Jo Baier (2010)
- Qualche nuvola, regia di Saverio Di Biagio (2011)
- Diaz - Don't Clean Up This Blood, regia di Daniele Vicari (2012)
- Magnifica presenza, regia di Ferzan Özpetek (2012)
- Padroni di casa, regia di Edoardo Gabbriellini (2012)
- L'ultima ruota del carro, regia di Giovanni Veronesi (2013)
- Il giovane favoloso, regia di Mario Martone (2014)
- Suburra, regia di Stefano Sollima (2015)
- La Dame dans l'auto avec des lunettes et un fusil, regia di Joann Sfar (2015)
- Alaska, regia di Claudio Cupellini (2015)
- Bella e perduta, regia di Pietro Marcello (2015) - voce
- Il sogno di Francesco, regia di Renaud Fely e Arnaud Louvet (2016)
- La tenerezza, regia di Gianni Amelio (2017)
- Questione di karma, regia di Edoardo Falcone (2017)
- Io sono Tempesta, regia di Daniele Luchetti (2018)
- Troppa grazia, regia di Gianni Zanasi (2018)
- L'uomo senza gravità, regia di Marco Bonfanti (2019)
- Favolacce, regia di Damiano e Fabio D'Innocenzo (2020)
- Volevo nascondermi, regia di Giorgio Diritti (2020)
- L'incredibile storia dell'Isola delle Rose regia di Sydney Sibilia (2020)
- America Latina, regia di Damiano e Fabio D'Innocenzo (2021)
- Il signore delle formiche, regia di Gianni Amelio (2022)
- Palazzina Laf, regia di Michele Riondino (2023)
- Confidenza, regia di Daniele Luchetti (2024)
- Iddu - L'ultimo padrino,  regia di Fabio Grassadonia e Antonio Piazza (2024)
- Berlinguer - La grande ambizione, regia di Andrea Segre (2024)

### Televisione
- Cornetti al miele, regia di Sergio Martino – film TV (1999)
- Padre Pio, regia di Carlo Carlei – miniserie TV (2000)
- Un medico in famiglia 2 – serie TV (2000)
- Via Zanardi 33 – serie TV (2001)
- Per amore, regia di Carmela Cincinnati e Peter Exacoustos – miniserie TV (2002)
- Il sequestro Soffiantini, regia di Riccardo Milani – film TV (2002)
- Padri, regia di Riccardo Donna – film TV (2002)
- Ferrari, regia di Carlo Carlei – miniserie TV (2003)
- Paolo Borsellino, regia di Gianluca Maria Tavarelli – miniserie TV (2004)
- Ti piace Hitchcock?, regia di Dario Argento – film TV (2005)
- Faccia d'angelo, regia di Andrea Porporati – miniserie TV (2012)
- In arte Nino, regia di Luca Manfredi (2017)
- La Storia – serie TV, episodi 3-4 (2024)

### Cortometraggi
- La storia chiusa, regia di Emiliano Corapi (2002)
- Gas, regia di Claudio Noce (2003)
- Non riesco a smettere di vomitare, regia di Adriano Ercolani (2004)
- Trevirgolaottantasette, regia di Valerio Mastandrea (2005)
- Stasera torno prima, regia di Libero De Rienzo (2008)
- L'ape e il vento, regia di Massimiliano Camaiti (2010)
- Io sono Mabin, regia di Elio Germano (2014)
- No Borders, regia di Haider Rashid (2016)

### Videoclip
- Ultimo stadio dei Cor Veleno (2002)
- In nome del Padre di Primo & Squarta (2011)
- Il confine tra me e te di Meg (2013)
- Ecco che di Elisa (2013)
- Kitty di Piotta (2015)
- Chitarra Nera di Vasco Brondi (2021)

### Documentari
- Archiviato - L'obbligatorietà dell'azione penale in Valsusa, voce narrante (2016)
- Binxêt – Sotto il confine, voce narrante (2017)
- Fantastic Machine, voce narrante (2023) di Axel Danielson e Maximilien Van Aertryck
- Primo - Sempre Grezzo, voce narrante (2024)

### Pubblicità
- Spot televisivo Pandoro Bauli (1988)[13]
- Spot televisivo Kinder Bueno (1995)
- Spot televisivo Yomo Belgioso (1987)

## Doppiatori italiani
- Simone Crisari in Ci hai rotto papà

## Teatro
- Frammenti d'autore, regia di Isabella Del Bianco e Cristiano Censi - Teatro de Cocci (1995)
- La cavia, di Giordano Aquilini - Teatro Le Salette, Teatro dei Satiri (1996)
- Requiem, di Giordano Aquilini - Teatro Dei Satiri (1997)
- Cruda, di Giordano Aquilini - Teatro dei Contrari, Teatro Furio Camillo (1997-1998)
- Ground & Ground, di Alessandra Quadrelli e Marcello Conte. Regia di Elio Germano - Teatro Tirso (1999-2000)
- A pesca di corvi, scritto e diretto da Marcello Conte - Teatro Colosseo (1999-2000)
- Ippolito, regia di Roberto Walter Alviti - Festival di Terracina (2000)
- Le regole dell'attrazione, di Bret Easton Ellis, regia di Luca Guadagnino (2002)
- Verona, caput fasci, di Elio Germano, con Elio Germano e Elena Vanni. Regia di Elio Germano (2008)
- Thom Pain (basato sul niente), di Will Eno, con Elio Germano. Regia di Elio Germano (2010)
- Viaggio al termine della notte, liberamente tratto da Louis-Ferdinand Céline, di e con Elio Germano e Teho Teardo (2011-2018)
- La Vita Nuova - cantata per voce recitante, soprano e piccola orchestra, di Nicola Piovani - Ravenna Festival (2015)
- Paradiso XXXIII, di Elio Germano e Teho Teardo, regia di Simone Ferrari & Lulu Helbæk (dal 2021)

## Riconoscimenti
- David di Donatello
  - 2004 – Candidatura al miglior attore non protagonista per Che ne sarà di noi
  - 2007 – Miglior attore protagonista per Mio fratello è figlio unico
  - 2011 – Miglior attore protagonista per La nostra vita
  - 2012 – Candidatura al miglior attore protagonista per Magnifica presenza
  - 2015 – Miglior attore protagonista per Il giovane favoloso
  - 2018 – Candidatura al miglior attore non protagonista per La tenerezza
  - 2021 – Miglior attore protagonista per Volevo nascondermi
  - 2022 – Candidatura al miglior attore protagonista per America Latina
  - 2023 – Candidatura al miglior attore non protagonista per Il signore delle formiche
  - 2024 – Miglior attore non protagonista per Palazzina Laf
  - 2025 – Miglior attore protagonista per Berlinguer - La grande ambizione
- Nastro d'argento
  - 2010 – Miglior attore protagonista per La nostra vita
  - 2021 – Migliore attore in un film commedia per L'incredibile storia dell'Isola delle Rose[14]
  - 2024 – Miglior attore non protagonista per Palazzina Laf
- Festival del Cinema di Roma
  - 2024 – premio Vittorio Gassman miglior attore  per Berlinguer - La grande ambizione[15]
- Ciak d'oro
  - 2007 – Miglior attore protagonista per Mio fratello è figlio unico[16]
  - 2012 – Migliore attore protagonista per Magnifica presenza[17]
  - 2015 – Miglior attore protagonista per Il giovane favoloso[18]
  - 2020 – Candidatura al migliore attore protagonista per Volevo nascondermi e Favolacce[19]
  - 2022 – Candidatura al migliore attore protagonista per America Latina[20][21]
- European Film Awards
  - 2007 – Candidatura al miglior attore per Mio fratello è figlio unico
  - 2010 – Candidatura al miglior attore per La nostra vita
  - 2020 – Candidatura al miglior attore per Volevo nascondermi[22]
- Festival di Cannes
  - 2010 – Prix d'interprétation masculine per La nostra vita
- Festival internazionale del cinema di Berlino
  - 2020 – Orso d'Argento al miglior attore per Volevo nascondermi'
- Globo d'oro
  - 2007 – Miglior attore rivelazione per N (Io e Napoleone) e Mio fratello è figlio unico
  - 2008 – Candidatura al miglior attore per Nessuna qualità agli eroi
  - 2011 – Candidatura al miglior attore per La nostra vita
  - 2012 – Miglior attore per Magnifica presenza
  - 2016 – Miglior attore per Alaska
  - 2024 – Miglior attore per Confidenza
- Premio Vincenzo Crocitti International
  - 2023 – (Vince Award)
- Terni Film Festival
  - 2016 – Angelo alla carriera

## Onorificenze
Il 6 dicembre 2016 riceve il titolo di ambasciatore della regione Molise nel mondo.